# خاوی وازکوئز
خاوی وازکوئز (انگلیسی: Javi Vázquez؛ زادهٔ ۲۴ سپتامبر ۲۰۰۰) بازیکن فوتبال اهل اسپانیا است.
از باشگاه‌هایی که در آن بازی کرده‌است می‌توان به باشگاه فوتبال سویا اشاره کرد.
وی همچنین در تیم ملی فوتبال زیر ۱۹ سال اسپانیا بازی کرده‌است.